# 網干駅
網干駅（あぼしえき）は、兵庫県姫路市網干区和久にある西日本旅客鉄道（JR西日本）山陽本線の駅である。

## 概要
駅西側に網干総合車両所があり、送り込み回送を兼ねて当駅を始発・終着とする神戸・大阪方面列車が多く、夜間滞泊を行う列車も多数設定されている。
仮名2文字の電報略号は「ホシ」であり、網干総合車両所に所属する車両に書かれている。
開業時から駅名は「網干」であるが、旧網干町の中心市街（1941年に開業した山陽網干駅付近一帯）からは3.5km離れている（網干#地理も参照）。

## 歴史
- 1889年（明治22年）11月11日：山陽鉄道姫路駅 - 竜野駅間の開通と同時に開業[1][2]。旅客・貨物取扱開始[2]。
- 1906年（明治39年）12月1日：山陽鉄道国有化[2]、逓信省の駅となる。
- 1909年（明治42年）
  - 1月1日：播電鉄道が駅前に乗入。
  - 10月12日：線路名称制定、山陽本線所属となる。
- 1934年（昭和9年）12月15日：播電鉄道廃止。
- 1941年（昭和16年）9月16日：構内で列車追突事故発生。156人が死傷[5][6]。
- 1966年（昭和41年）11月1日：北沢産業網干鉄道開業。
- 1968年（昭和43年）10月1日：駅西側に明石電車区網干派出所（現・網干総合車両所）が開設。
- 1970年（昭和45年）3月1日：網干派出所が明石電車区から独立、網干電車区となる。
- 1974年（昭和49年）7月：ダイヤ改正により網干駅-姫路駅間回送列車の客扱いを朝夕ラッシュ時に開始[7]。
- 1978年（昭和53年）3月1日：橋上駅舎使用開始。
- 1982年（昭和57年）11月15日：貨物取扱廃止[2]。駅構内に有蓋車用車扱貨物ホームがあった。
- 1984年（昭和59年）2月1日：網干鉄道休止。
- 1985年（昭和60年）3月14日：荷物扱い廃止[2]。
- 1987年（昭和62年）4月1日：国鉄分割民営化に伴い、西日本旅客鉄道（JR西日本）の駅となる[2]。
- 1989年（平成元年）5月1日：網干鉄道廃止。

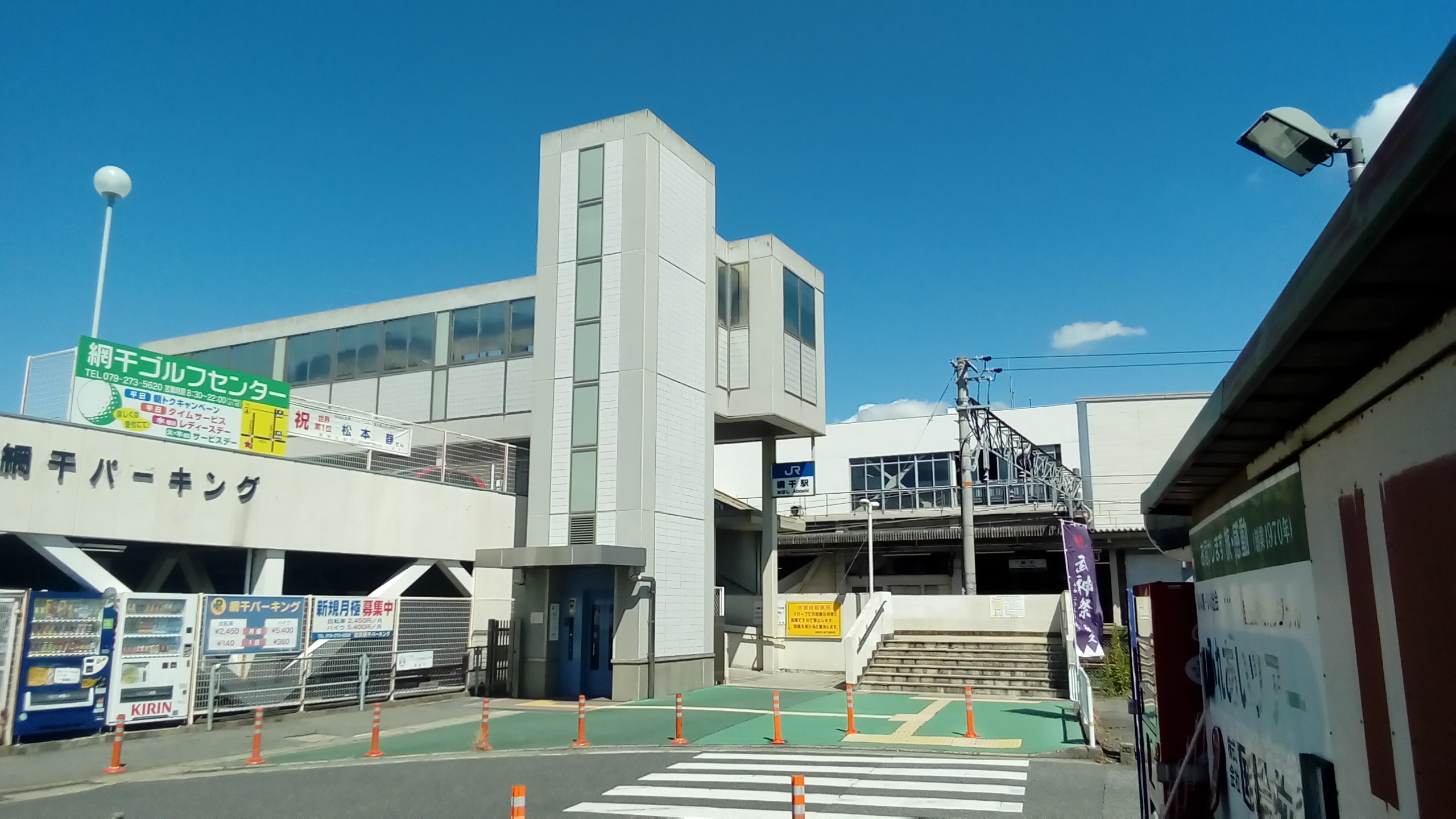
南口（2019年9月）

- 南口（2019年9月）1997年（平成9年）3月8日：JR神戸線標準接近メロディ「さざなみ」導入[8]。
  - この頃に配線変更が行われ、下り本線が2番線、上下副本線が3番線となる。
- 1998年（平成10年）2月26日：自動改札機を設置し、供用開始[9]。
- 2000年（平成12年）4月1日：網干総合車両所開設。
- 2003年（平成15年）11月1日：ICカード「ICOCA」の利用が可能となる。
- 2004年（平成16年）8月7日：改札内にエレベーターが設置され、供用開始。
- 2006年（平成18年）10月1日：JR京都・神戸線運行管理システム導入。
- 2007年（平成19年）3月18日：駅自動放送更新。
- 2015年（平成27年）3月12日：入線警告音見直しに伴い、接近メロディをJR神戸線標準接近メロディ「さざなみ」の質見直し版に再度変更[10]。
- 2021年（令和3年）
  - 5月31日：みどりの窓口営業終了[3]。
  - 6月1日：みどりの券売機プラス使用開始[3]。
  - 10月2日：日中時間帯の赤穂線に直通する列車が1時間あたり1本に減る[11][12]。
- 2024年（令和6年）3月16日：ダイヤ改正に伴い、らくラクはりまの発着駅となる[13]。

## 駅構造
12両編成対応単式ホーム1面1線と島式ホーム1面2線、計2面3線を有する地上駅（停車場）。橋上駅舎を備える。
1番線が上り本線、2番線が下り本線、3番線が上下副本線である。この他、3番線南側にもホームが無い待避線があり、主に姫路駅から回送されて来た入庫列車が使用している。この他、北側ホームには工事用車両のための切欠き線がある。駅構内北側は空地である。
姫路駅管理の直営駅。ICOCAが利用可能（相互利用可能ICカードはICOCAの項を参照）。

### のりば
| のりば | 路線     | 方向 | 行先           | 備考                     |
| ------ | -------- | ---- | -------------- | ------------------------ |
| 1      | 山陽本線 | 上り | 姫路・大阪方面 |                          |
| 2      | 山陽本線 | 下り | 上郡・岡山方面 | 日中は赤穂線直通列車のみ |
| 3      | 山陽本線 | 上り | 姫路・大阪方面 | 一部列車のみ             |

付記事項
- 当駅止まりの列車の多くは3番のりば（一部2番のりば）で乗客を降ろした後、網干総合車両所に引上げる。当駅始発列車は出庫後1番のりば（一部3番のりば）に入る。また、3番のりばで直接折返す列車も存在する。
- 朝時間帯の播州赤穂駅・上郡駅始発新快速に限り、当駅で連結作業を行う。反対に切離しについては全て3駅手前の姫路駅で行われ、当駅では行われない。当駅止まり12両編成列車は新快速・普通共に姫路駅での切離しは行わず、12両編成のまま当駅まで運行する。
- 1番のりばが車両連結作業に対応していないため、朝時間帯は播州赤穂発及び上郡発新快速も3番のりばに停車する。
- 3番のりばから出る下り列車は、車両基地への入庫・回送のみであり、ダイヤが乱れた場合で使用される場合がある。
- 2000年の網干総合車両所開設に伴い、当駅 - 車両所一帯の配線変更が行われ、下り本線が3番線から2番線に変更された。
- ダイヤが乱れた場合、ごく稀ではあるが、相生方面からの電車が姫路方面まで運転せずに、当駅止まりとなる電車も存在する。
- 改札口南側にセブン-イレブン キヨスクが隣接している（改札外からのみ利用可能）。

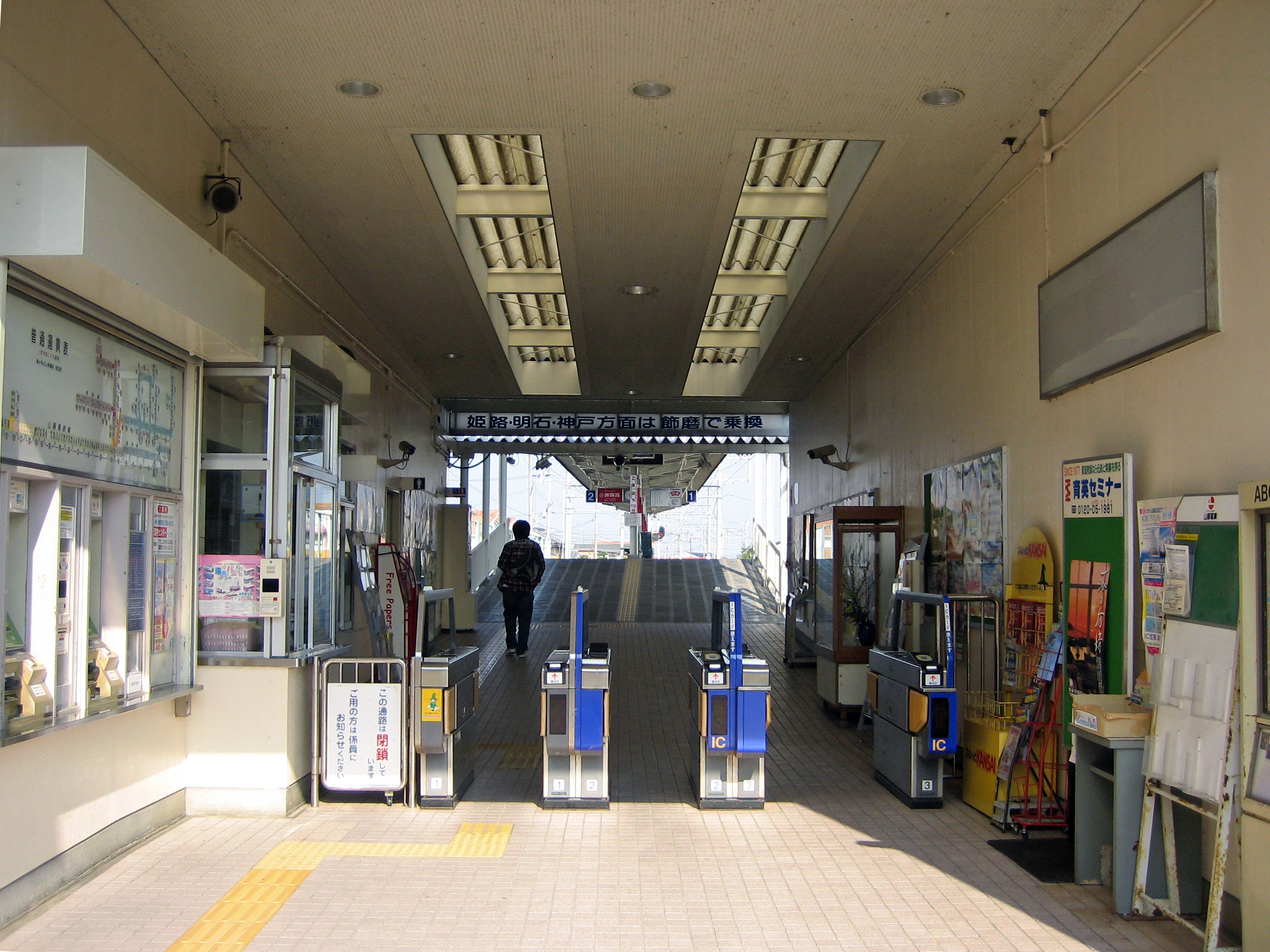
改札口（2008年10月）
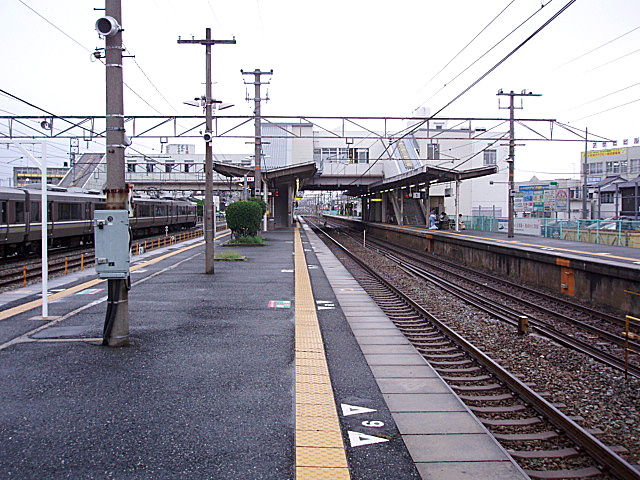
ホーム（2006年9月）

## ダイヤ
上り列車は日中は1時間に4本（10 - 14時は3本）あり、うち2本（10 - 14時は1本）は姫路行普通列車である。播州赤穂から来る列車で、11時台後半以降は終点姫路駅で新快速と接続する。後の2本は当駅始発の列車で、西明石から快速として運転する大阪方面への普通列車である。
下り列車は日中1時間に2本（10 - 14時は1本）あり、姫路始発普通播州赤穂行である。2駅先の相生駅で山陽本線から分岐する赤穂線に入る電車で、相生で主に岡山方面行に接続する。朝晩は赤穂線に入る列車や、岡山方面への列車運行があるため本数が増加する。また当駅止まり列車も日中は1時間に2本存在する。

## 利用状況
2023年（令和5年）度の1日平均乗車人員は6,815人である。
当駅が姫路市と揖保郡太子町との境界付近に所在するため、太子町からの利用客も多い。
近年の1日平均乗車人員の推移は以下の通り。
| 年度   | 1日平均 乗車人員 |
| ------ | ---------------- |
| 1995年 | 8,744            |
| 1996年 | 8,770            |
| 1997年 | 8,688            |
| 1998年 | 8,701            |
| 1999年 | 8,616            |
| 2000年 | 8,514            |
| 2001年 | 8,363            |
| 2002年 | 8,240            |
| 2003年 | 8,277            |
| 2004年 | 8,433            |
| 2005年 | 8,479            |
| 2006年 | 8,492            |
| 2007年 | 8,634            |
| 2008年 | 7,977            |
| 2009年 | 7,631            |
| 2010年 | 7,498            |
| 2011年 | 7,420            |
| 2012年 | 7,579            |
| 2013年 | 7,706            |
| 2014年 | 7,432            |
| 2015年 | 7,627            |
| 2016年 | 7,721            |
| 2017年 | 7,928            |
| 2018年 | 7,897            |
| 2019年 | 7,759            |
| 2020年 | 6,140            |
| 2021年 | 6,308            |
| 2022年 | 6,735            |
| 2023年 | 6,815            |

## 駅周辺

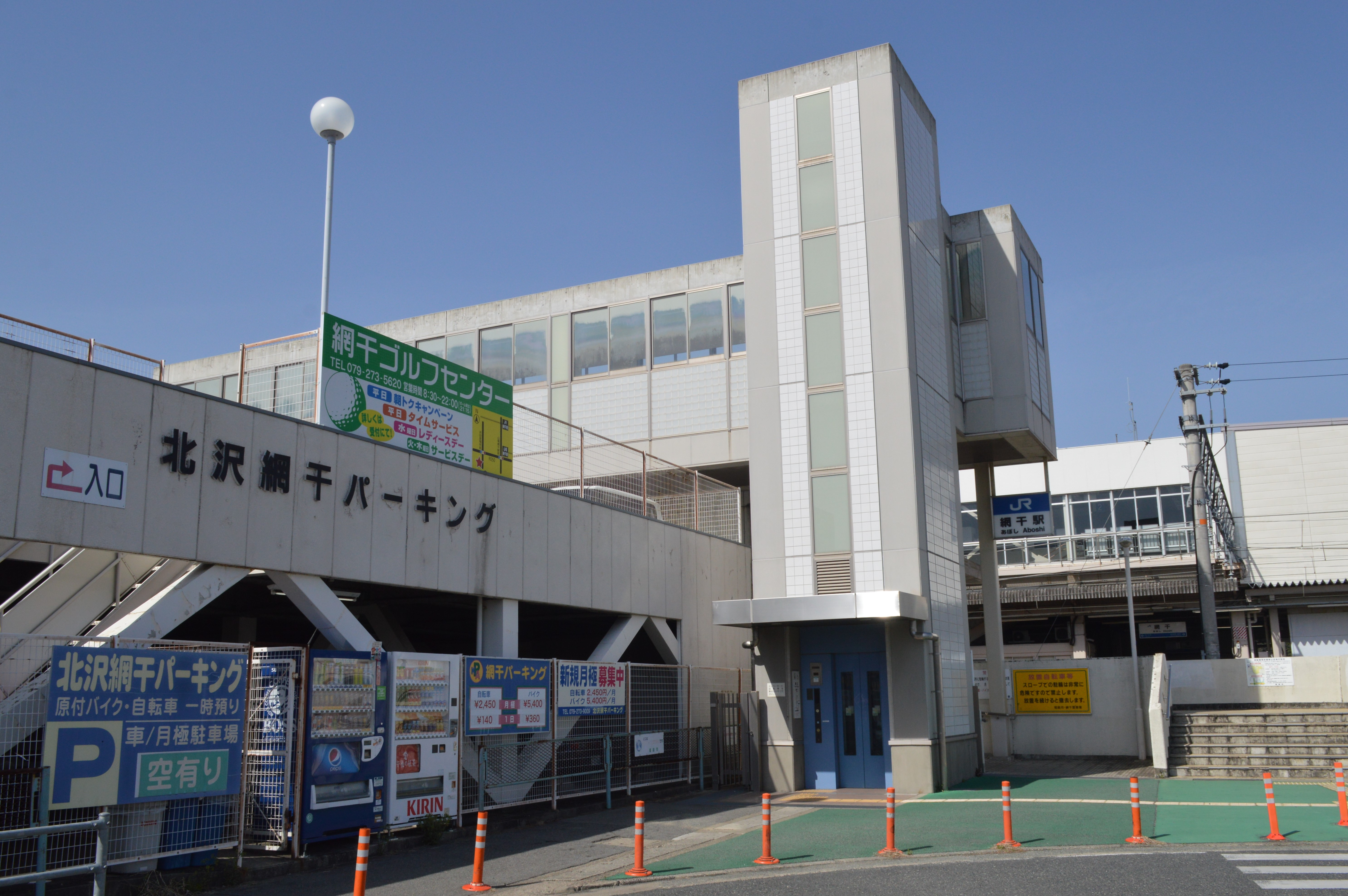
南口（2021年3月）

当駅周辺は姫路市都市計画マスタープランにおいて「姫路市西部の玄関口として、交通結節機能の強化と商業施設の充実を図る地区」と位置付けられているものの、駅北側の駅前広場が未整備である等、有効な土地利用が行えていないことから、駅北側の土地区画整理事業を進めている。
北口
- 網干駅前郵便局
- みなと銀行網干駅支店
- 兵庫県立太子高等学校
- 国道179号
- 兵庫県道725号（旧国道2号）

南口
- 神姫バス網干駅バス停
- 兵庫信用金庫網干駅支店
- ツカザキ病院
- 綾部山：梅林があり、梅林開園期間は網干駅から山陽網干駅経由で臨時バスが運行される[18]。

## バス路線
「JR網干駅」停留所より、神姫バスやウイング神姫の路線が発着する。
| 停留所名 | 運行事業者   | 路線名・系統・行先                          |
| -------- | ------------ | ------------------------------------------- |
| JR網干駅 | 神姫バス     | - 96系統：姫路駅（南口） - 無番：夢前川駅南 |
| JR網干駅 | ウイング神姫 | 50系統・55系統：山崎 / ダイセル前           |

## 隣の駅
西日本旅客鉄道（JR西日本）
 山陽本線（赤穂線直通列車含む）
- 特急「らくラクはりま」発着駅

■新快速・■普通（普通列車は明石駅以東は快速）
はりま勝原駅 - 網干駅 - 竜野駅

### かつて存在した路線
北沢産業
北沢産業網干鉄道（貨物専用線）
網干駅 - 上余部駅
播電鉄道
支線
糸井駅 - 網干駅前駅